# Gevlekte borstelmot
De gevlekte borstelmot (Phaulernis fulviguttella) is een vlinder uit de familie borstelmotten (Epermeniidae). De wetenschappelijke naam is voor het eerst geldig gepubliceerd in 1839 door Zeller.
De soort komt voor in Europa.